# Fotografická vizitka

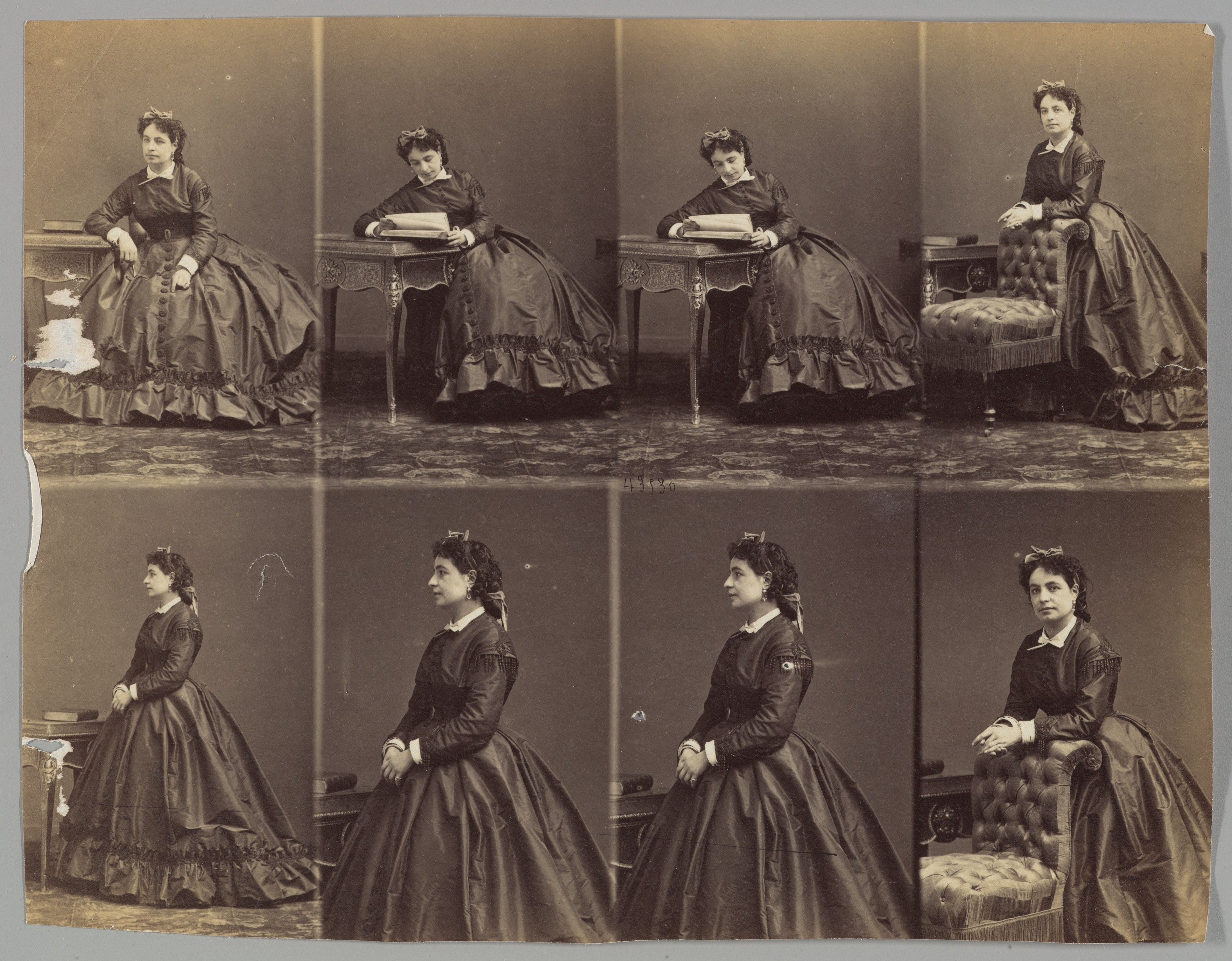
André-Adolphe-Eugène Disdéri (květen–srpen 1863) Schneider. Nerozřezaný carte-de-visite albuminový tisk ze skleněného negativu 18,8 x 24,3 cm

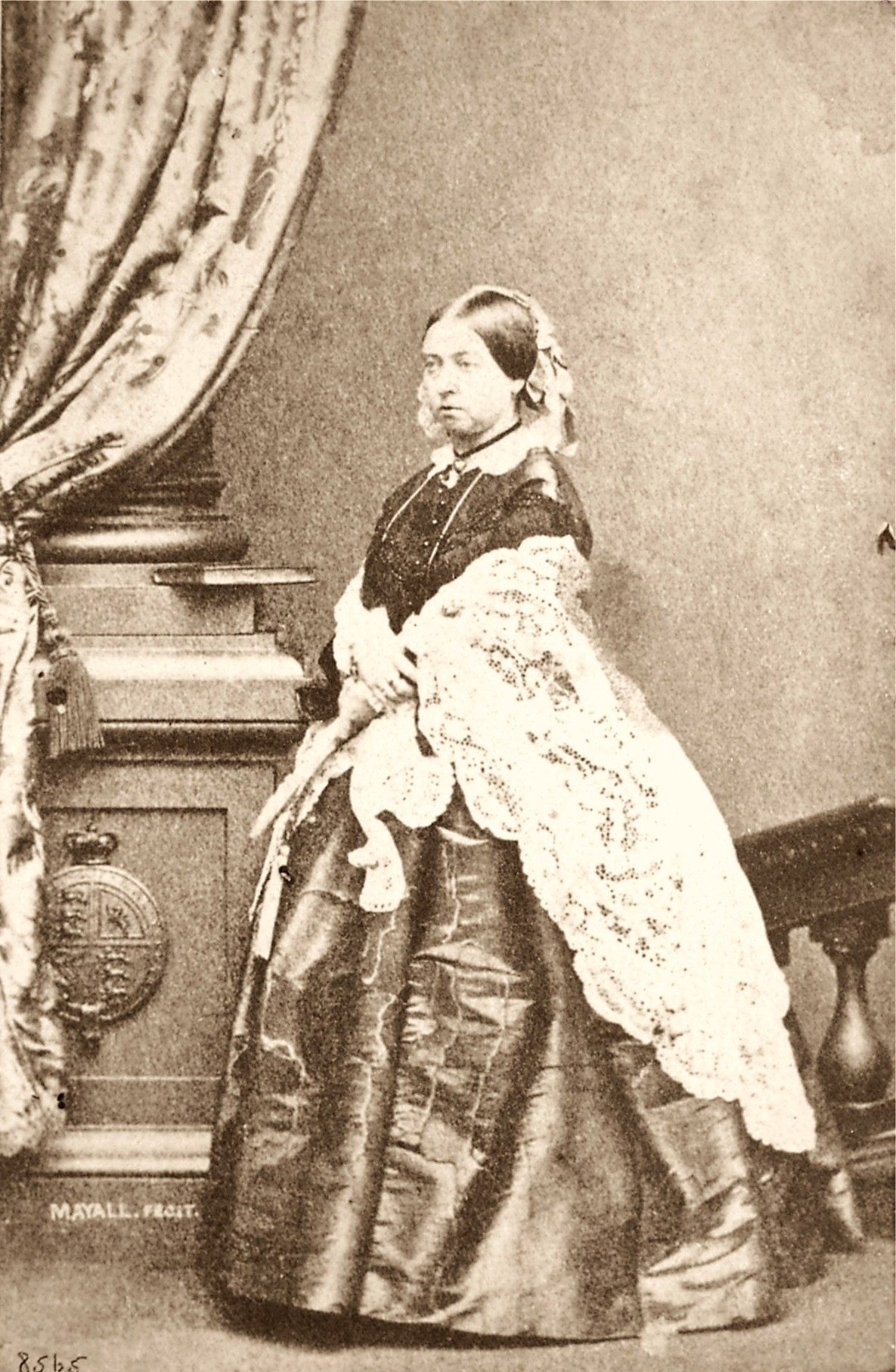
John Jabez Edwin Mayall: Královna Viktorie, jedna z prvních královských fotografických vizitek, 1860

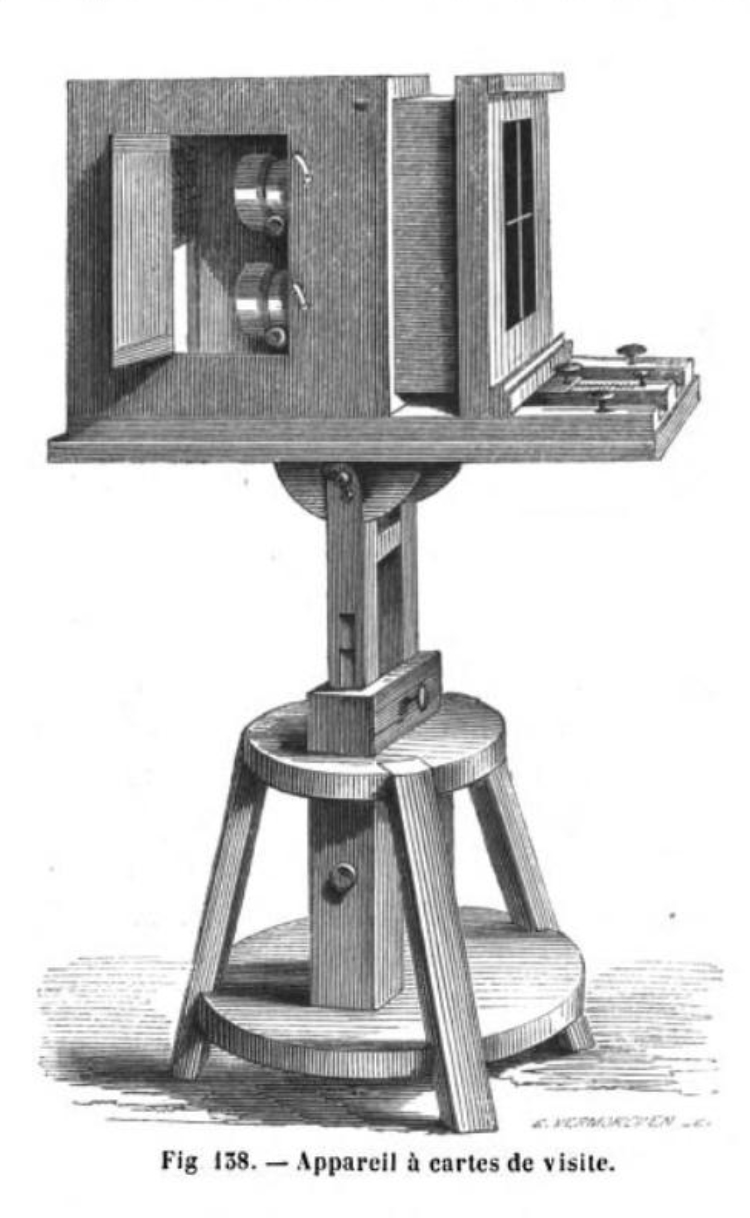
Fotoaparát pro exponování fotografických vizitek

Fotografické vizitky (carte de visite) jsou malé fotografie nalepené na kartonu zhruba o velikosti dnešních vizitek, které ovládly svět během 60. a 70. let 19. století a značně tak přispěly k rozšíření a popularizaci fotografie vůbec. Jejich formát si patentoval 22. listopadu roku 1854 pařížský fotograf André-Adolphe-Eugène Disdéri.

## Historie
Je málo známé, že fotografické portréty ve formátu carte de visite vyráběl ještě před Disdérim francouzský portrétní fotograf z Marseille Louis Dodéro. V článku v časopisu La Lumière z 24. srpna 1851 popsal Frances Wey, spisovatel a kritik fotografie, Dodérovu myšlenku uvedení malé fotografie na kartičce, která by umožňovala "místo jména mít na vizitce vlastní portrét. V roce 1851 Dodéro také vycítil, že toto zmenšení formátu identifikační podobenky může být použito pro úřední dokumenty, jako pas nebo lovecký lístek..
Disdéri však vyrobil fotoaparát, který uměl udělat osm různých obrázků na jednu desku negativu. Fotoaparát byl opatřen čtyřmi objektivy a snímal na posuvnou fotografickou desku. Ty pak bylo relativně snadné i levné kopírovat ve větším počtu. Po vytištění na albuminový papír byly obrázky rozstřiženy na malé portréty, nalepeny na karton a používány jako navštívenky. Na snímku zobrazil většinou celou postavu od hlavy k patě v umělém prostředí ateliéru, v obyčejné póze s harmonickou a příjemnou optikou. Tak zavedl do fotografie možnost poskytnout levně a každému jeho podobiznu. Při velkolepé reklamě a nízkých cenách dosáhl toho, že do jeho portrétního ateliéru v Paříži přicházelo pro vlastní podobiznu mnoho lidí. Velmi brzy se ateliér stal chrámem fotografie – místem jedinečného skvostu a elegance, který denně prodal 300 až 400 portrétů.
Na rozdíl od drahých a velkých daguerrotypií, fotografické vizitky si pak mohli přátelé vyměňovat mezi sebou a díky standardnímu formátu umisťovat do rodinných alb. Vizitky se staly populární až poté, když v květnu 1859 Disdéri vyfotografoval ve svém ateliéru Napoleona III, který přerušil svou cestu do války. Ještě větší popularitu získaly vizitky poté, když se nechala vyfotografovat celá královská rodina v Londýně. Během tří měsíců se prodalo 70000 fotografických vizitek a údajně jich bylo vyrobeno ještě 200 000 dalších.
Mnozí fotografové také prodávali podobizny známých osobností, méně časté byly pak fotografie měst, soch či důležitých událostí. O rozsahu „vizitkománie“ svědčí i to, že v Anglii počty prodaných vizitek ročně šly do stovek miliónů což vzhledem k jejich nemalé pořizovací ceně je obdivuhodné. Vizitky během 80. let ustoupily větším kabinetním fotografiím, v Čechách se však vyráběly souběžně až do 30. let 20. století.
Ve Vídni zavedl fotografování na vizitkové formáty rakousko-uherský c. k. fotograf Ludwig Angerer v roce 1857, tedy tři roky po Disdérim.
Angličan John Jabez Edwin Mayall (1813 – 1901) v roce 1860 pořídil první carte de visite královny Viktorie. Mayall využíval techniky ručně kolorovaného albuminového tisku. V březnu 1861 byl pověřen, aby pořídil dvojportrét královského páru. Albert však několik měsíců poté zemřel (v prosinci 1861) a tato událost vyvolala poptávku veřejnosti po portrétech královské rodiny na fotografických vizitkách. Nákupem těchto snímků veřejnost demonstrovala své sympatie a podílela se na podobě veřejného smutku. V té době bylo módní sběratelství fotografií a vkládat je do alb. Královna Viktorie sdílela se svým manželem nadšení pro fotografování a vlastnili více než 100 alb, ve kterých sbírali portréty z každé zahraniční cesty.
Návštěva fotografa byla významnou událostí. Fotograf se většinou se zákazníkem předem setkal, aby zjistil jeho povahu a podle ní doporučil volbu oblečení a typ portrétu. Samotné aranžmá portrétu se sice řídilo přísnými pravidly celosvětové módy, ale mělo za úkol vyjadřovat povahu i povolání fotografovaného. Je zajímavé, že i přes značná omezení si autor mohl zachovat osobitý výraz.
Používaný albuminový papír byl velice tenký a proto se fotografie lepily na tužší kartony, které jsou velice užitečnou pomůckou pro datování fotografie. Počátkem 60. let bývaly kartony bílé s ostrými rohy a brzy si fotografové na zadní strany začali tisknout svá jména. Koncem 60. let už bylo běžné používat tlustší kartony s kulatými rohy a na reverzech jemné rytiny s logy ateliérů. Během 70. let se začaly používat barevné rámečky kolem fotografií a opět se vrátily ostré rohy. Během 80. let se používaly také černé kartony se zlatým potiskem. Na přelomu století se zase prosadila secese s jemnými, světlými odstíny.
| „                 | V dobách slávy carte de visite navštěvovali lidé fotografa kvůli „zvěčnění“, aby jejich podoba setrvala v čase pro budoucí potomky. Fotografickým albům se v rodinách projevovala zvláštní úcta, prohlížela se o svátečních příležitostech, vždyť šlo o dějiny vlastního rodu. Rodová úcta, smysl pro rodinnou čest, čest rodového jména, byla mnohem hlouběji zakořeněná, než cítíme u podnikání dnes. | “ |
| — Pavel Scheufler | |   |

## Formát
Fotografická vizitka byl obvykle albuminový tisk z kolodiového negativu na tenkém papíře, který byl nalepen na silnější papírový karton. Velikost carte de visite je 54 mm × 89 mm nalepená na kartonu o rozměrech 64 mm × 100 mm. Na rubové straně bylo zpočátku uvedeno jméno autora, později logo fotografa nebo fotografického studia, ze kterého pochází, jako ochrana autorských práv a jako reklama.

## Fotoaparát
Pro efektivní výrobu vizitek byly navrženy fotoaparáty s větším počtem objektivů. Disdériho patent z roku 1854 obsahuje fotoaparát snímající osm samostatných negativů na jednu desku ve speciálním držáku. Jednotlivé snímky mohou být exponovány buď současně, nebo postupně. V březnu 1860 si optik Hyacinthe Hermagis nechal patentovat čtyřobjektivový fotoaparát s posuvnou zadní stranou, který se stal standardem.

## Obliba ve světě

### Dánsko

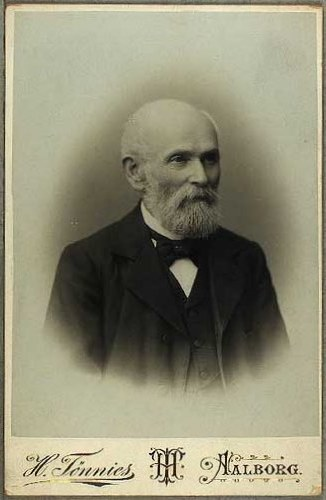
Heinrich Tønnies: autoportrét

Techniku fotografií carte de visite do Dánska přinesl Rudolph Striegler v roce 1860. Tato technika se v 70. letech velmi rychle rozšířila jako levná a atraktivní alternativa portrétní malby. Provozovali ji například fotografové jako Ludvig Grundtvig (1836–1901) a Adolph Lønborg (1835–1916) v Kodani nebo Heinrich Tønnies (1856–1903), který si otevřel ateliérové studio v Aalborgu.
Heinrich Tønnies (1825–1903) zůstává doposud jedním z předních fotografů fotografických vizitek v Dánsku. V červnu 1856 začal svou fotografickou kariéru jako partner C. Fritsche v Aalborgu a v prosinci téhož roku zakoupil partnerský podíl na podnikání a začal provozovat ateliér pod svým vlastním jménem. Od roku 1861 jeho obchod kvetl, potřeboval větší studio a více asistentů, v roce 1870 se stal dánským občanem. Jeho rodinný podnik nakonec přežil po tři generace – celkem 75 let. Šíře jeho fotografických produktů zahrnovala: daguerrotypie, kalotypie, pannotypie, fotolitografie, stereoskopie, ambrotypie, fotografické vizitky a medailony. Předpokládá se, že je autorem minimálně 75 000 fotografických vizitek, mnoho jich vzniklo v důsledku velké vlny emigrace z Nordjyllandu do Severní Ameriky. Vzhledem k chudobě v Aalborgu v oblasti Vendsysselu tamní poptávka po levných portrétech carte de visite pokračovala až do první světové války, což učinilo Tönniovo studio jedním z posledních vyrábějících tento typ portrétů v Dánsku.

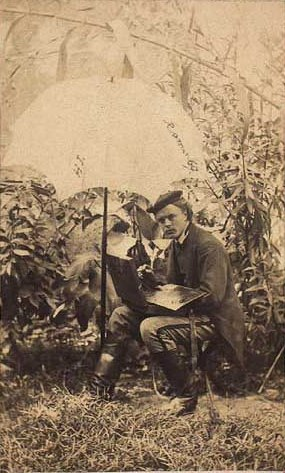
Pietro Boyesen: Harald Jerichau, 1869

Pietro Boyesen (1819–1882) byl dánský fotograf, který strávil většinu svého profesního života v Římě. Měl talent pro kompozici a charakterizaci. Na rozdíl od nudných studiových portrétů, které byly v té době velmi časté, fotografoval portréty v exteriérech v intimních pózách v prostředí římských staveb. Měl talent pro kompozici a vystižení charakteristiky. Snímky komponoval s různými předměty představující římské prostředí. Jeho díla obsahují poněkud nesmělé, ale intimní kouzlo.
Frederikke Federspiel (1839–1913) byla jednou z prvních dánských fotografek. Ve svých 35. letech absolvovala školení v oblasti fotografie v německém Hamburku, přičemž její strýc, Poul Friedrich Lewitz, její teta i bratranec Alfred Lewitz byli všichni fotografové. V roce 1876, při registraci svého podnikání v Aalborgu, se stala jednou z prvních oficiálně uznávaných fotografek v Dánsku. Svou profesi registrovala pod značkou Photographin – německým slovem, které mělo jasně odkazovat na to, že byla žena. Specializovala se na portréty, v roce 1883 se stala také jednou z prvních žen členkou Dánské fotografické společnosti. Jako jedna z prvních experimentovala s hořčíkovým práškovým bleskem. Jakmile byla v Aalborgu v roce 1901 zavedena elektřina, ve svém ateliéru instalovala elektrické lampy.
Kristen Feilberg (1839–1919) představuje dalšího dánského fotografa známého hlavně svými snímky pořízenými daleko za hranicemi Dánska. Od roku 1860 až do roku 1890 se Feilberg účastnil expedice na Sumatru, do Singapuru a Penangu. V roce 1867 vystavoval fotografie na výstavě v Paříži a v roce 1870 se připojil k expedici do zemí Bataků na východní Sumatru, kde úspěšně pořídil desítky národopisných obrázků.

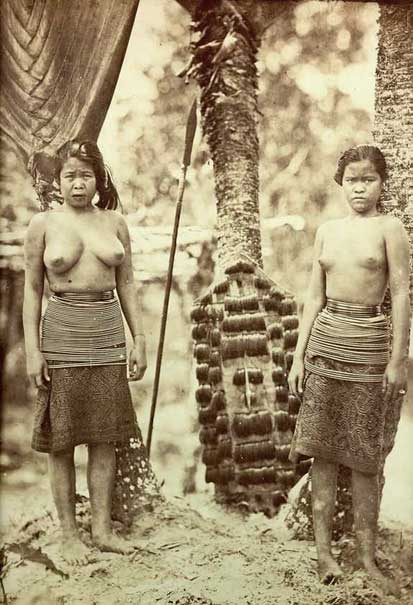
Kristen Feilberg: Ženy kmene Dajáků z Bornea, 1860–1870

Christian Hedemann (1852–1932) se řadí mezi nejstarších dánské umělce, kteří emigrovali do největší vzdálenosti od domova. Ačkoli absolvoval vzdělání v Dánsku, Kodaň opustil v roce 1878 a usadil se na Havaji. V první řadě pracoval jako strojní inženýr na cukrové plantáži Hana (Hana Sugar Plantation), ostrov Maui, později jako technický manažer v železárnách v Honolulu. Jako vášnivý amatérský fotograf pomohl založit havajský Camera Club (1889–1893). V roce 1903 se stal americkým občanem a v roce 1909 přijal jmenování dánského konzula. Jeho pozoruhodné fotografie havajské královské rodiny a společenských elit zůstávají v archivu jako jedny z prvních obrazových dokumentů před připojením Havaje k USA.

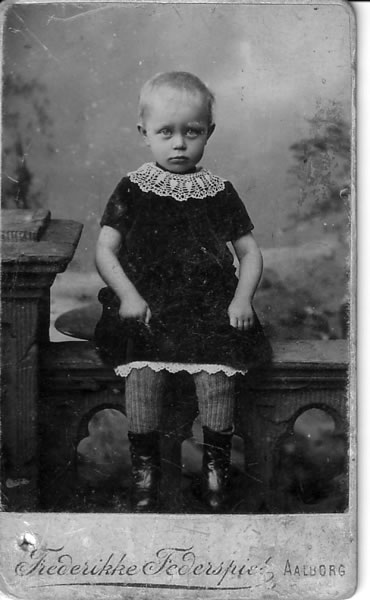
Frederikke Federspiel: portrét, asi 1890

Mary Steen (1856–1939) byla úspěšná kodaňská fotografka, průkopnice interiérové fotografie rodin v jejich domovech. Později jako dvorní fotografka fotografovala dánskou královskou rodinu, ale nějaký čas strávila také v Londýně, kde fotografovala Královnu Viktorii. Jako feministka se zasloužila o zlepšení pracovních podmínek pro ženy a její vlastní příběh jde příkladem pro mnoho žen, které se chtěly stát profesionálními fotografkami.
Benedicte Wrenstedová (1859–1949) byla další významná dánská fotografka, která emigrovala v roce 1894 do USA. Řemeslu se naučila od své tety z matčiny strany, Charlotte Borgenové, a nějakou dobu v 80. letech 19. století provozovala studio na Torvet č.p. 8 v dánském Horsens. Velkou část své fotografické kariéry strávila ve svém ateliéru v Pocatello, malém městě v jihovýchodním Idaho, kde portrétovala místní obyvatele a zaznamenávala růst města. Jejím nejznámějším dílem jsou však její dokumentární fotografie původních Američanů kmene Shoshone v oblasti Velké pánve, které jsou považovány za velmi důležité antropologické materiály. Wrenstedová se stala americkou občankou v roce 1912, ve svých 53 letech a ve stejném roce ukončila svou kariéru fotografky. Mnoho jejích snímků indiánů je uchováno v Instituci Smithsonian a Národním archivu NARA.
Spojené království
- John Thomas (1838–1905) působil ve Walesu a portrétoval řadu velšských ministrů. Uvědomil si, že tehdejší módní carte de visite obsahují portréty dobře známých lidí, ale jen málokdo z nich byl z Walesu. V roce 1863 začal sám pořizovat carte de visite velšských ministrů a chystal se je prodávat.

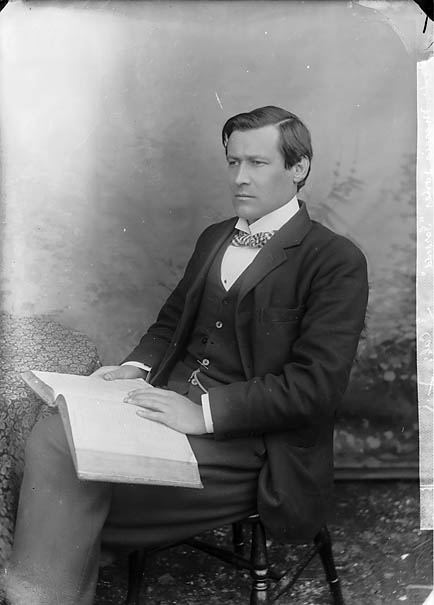
John Thomas: Sir John Morris-Jones
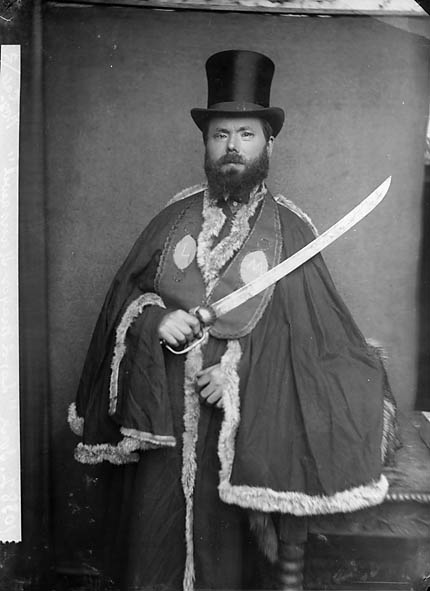
John Thomas: Mr Jones, Lord Mayor of Llansawel, 1885

## Galerie
| Autoportrét Ignáce Šechtla, 1864.                           | Zadní strana fotografie z roku 1864 |
| Portrét Kateřiny Šechlové, rozené Šťastné, kolem roku 1877. | Zadní strana fotografie z roku 1877 |
| Ignác Šechtl se synem Josefem Jindřichem 1885.              | Zadní strana fotografie z roku 1877 |